# Proteuxoa atmoscopia
Proteuxoa atmoscopia là một loài bướm đêm trong họ Noctuidae.